# Mark Curry (acteur britannique)
Pour les articles homonymes, voir Mark Curry.
Mark Curry, né en 1961, est un acteur et un présentateur de télévision britannique.

## Biographie

### Vie personnelle
Il grandit à Allerton Bywater, une cité minière près de Castleford.
En 2008, il épouse Jeremy Sandle avec qui il vivait depuis longtemps.
Il vit près d'Eastbourne.

### Présentateur de télévision
De 1986 à 1989, il présente l'émission pour enfants Blue Peter.

### Acteur
En 2020, pendant le confinement lié à la pandémie de Covid-19, il diffuse en ligne des entretiens dont les bénéfices vont aux acteurs privés d'emploi.

#### Théâtre
- 2020 : Ten Times Table de Alan Ayckbourn[1].